# Washington County (Vermont)
Washington County ist ein County im US-Bundesstaat Vermont der Vereinigten Staaten. Der Sitz der Countyverwaltung (County Seat) befindet sich in Montpelier. Das U.S. Census Bureau hat bei der Volkszählung 2020 eine Einwohnerzahl von 59.807 ermittelt.

## Geographie
Das County im zentralen Vermont hat eine Fläche von 1801 Quadratkilometern, wovon 16 Quadratkilometer Wasserfläche sind. Es grenzt im Uhrzeigersinn an folgende Countys: Lamoille County, Caledonia County, Orange County, Addison County und Chittenden County.

## Geschichte
Washington County wurde am 1. November 1810 aus Teilen von Caledonia County, Chittenden County und Orange County gebildet. Ursprünglich hieß es Jefferson County, seinen heutigen Namen erhielt es am 8. November 1814. Benannt wurde es nach dem Präsidenten George Washington.

## Demografische Daten
Nach der Volkszählung im Jahr 2000 lebten im County 58.039 Menschen. Es gab 23.659 Haushalte und 15.047 Familien. Die Bevölkerungsdichte betrug 33 Einwohner pro Quadratkilometer. Ethnisch betrachtet setzte sich die Bevölkerung zusammen aus 97,05 % Weißen, 0,47 % Afroamerikanern, 0,30 % amerikanischen Ureinwohnern, 0,57 % Asiaten, 0,01 % Bewohnern aus dem pazifischen Inselraum und 0,26 % Prozent aus anderen ethnischen Gruppen; 1,34 % stammten von zwei oder mehr ethnischen Gruppen ab. 1,26 % der Bevölkerung waren spanischer oder lateinamerikanischer Abstammung.
Von den 23.659 Haushalten hatten 31,00 % Kinder und Jugendliche unter 18 Jahre, die bei ihnen lebten. 50,60 % waren verheiratete, zusammenlebende Paare, 9,20 % waren allein erziehende Mütter. 36,40 % waren keine Familien. 28,50 % waren Singlehaushalte und in 10,20 % lebten Menschen im Alter von 65 Jahren oder darüber. Die Durchschnittshaushaltsgröße betrug 2,36 und die durchschnittliche Familiengröße lag bei 2,91 Personen.

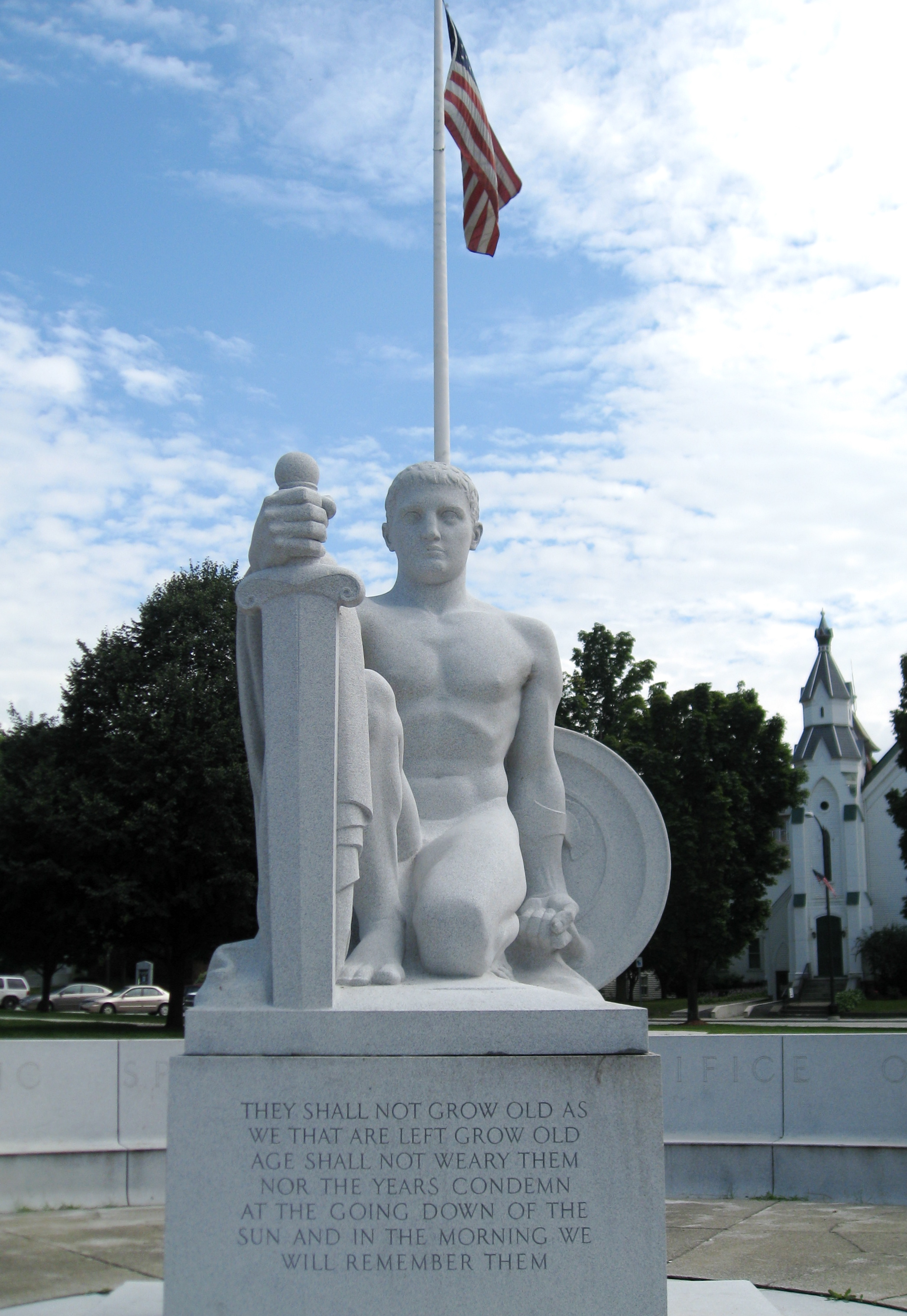
Denkmal des Ersten Weltkriegs in Barre

Auf das gesamte County bezogen setzte sich die Bevölkerung zusammen aus 23,50 % Einwohnern unter 18 Jahren, 8,90 % zwischen 18 und 24 Jahren, 28,70 % zwischen 25 und 44 Jahren, 26,00 % zwischen 45 und 64 Jahren und 12,90 % waren 65 Jahre alt oder darüber. Das Durchschnittsalter betrug 38 Jahre. Auf 100 weibliche Personen kamen 96,10 männliche Personen, auf 100 Frauen im Alter ab 18 Jahren kamen statistisch 94,10 Männer.
Das jährliche Durchschnittseinkommen eines Haushalts betrug 40.972 USD, das Durchschnittseinkommen der Familien betrug 51.075 USD. Männer hatten ein Durchschnittseinkommen von 33.181 USD, Frauen 26.369 USD. Das Prokopfeinkommen betrug 21.113 USD. 8,00 % der Bevölkerung und 5,50 % der Familien lebten unterhalb der Armutsgrenze. 9,10 % davon waren unter 18 Jahre und 6,80 % waren 65 Jahre oder älter.

## Städte und Gemeinden
Neben den unten aufgeführten 18 selbständigen towns und 2 citys gibt es im Washington County folgende mit eigenständigen Rechten versehene Villages, welches von den übergeordneten Towns mitverwaltet werden: Marshfield, Northfield und Waterbury. Zudem gibt es für statistische Zwecke die Census-designated places: Cabot, East Barre, East Montpelier, Graniteville, Plainfield, South Barre, Waitsfield, Websterville und Worcester sowie die Unincorporated Villages Adamant, East Calais, North Montpelier, Northfield Falls und Tangletown.
| Ortschaft       | Status | Einwohner (2020) | Gesamte Fläche [km²] | Landfläche [km²] | Bevölkerungsdichte [Einwohner / km²] | Gründung      | Besonderheit        |
| --------------- | ------ | ---------------- | -------------------- | ---------------- | ------------------------------------ | ------------- | ------------------- |
| Barre           | town   | 7.923            | 79,5                 | 79,4             | 99,8                                 | 12. Aug. 1781 |                     |
| Barre City      | city   | 8.491            | 10,4                 | 10,4             | 834,3                                | 12. Aug. 1894 |                     |
| Berlin          | town   | 2.849            | 95,6                 | 94,5             | 30,0                                 | 8. Juni 1763  |                     |
| Cabot           | town   | 1.443            | 99,8                 | 96,6             | 14,0                                 | 17. Aug. 1780 |                     |
| Calais          | town   | 1.661            | 99,9                 | 98,5             | 17,0                                 | 15. Aug. 1781 |                     |
| Duxbury         | town   | 1.413            | 111,6                | 111,2            | 13,0                                 | 7. Juni 1763  |                     |
| East Montpelier | town   | 2.598            | 83,2                 | 82,9             | 31,0                                 | 1. Jan. 1849  |                     |
| Fayston         | town   | 1.364            | 94,5                 | 94,5             | 14,0                                 | 27. Feb. 1782 |                     |
| Marshfield      | town   | 1.583            | 112,4                | 111,6            | 14,1                                 | 16. Okt. 1782 |                     |
| Middlesex       | town   | 1.779            | 103,2                | 102,7            | 17,0                                 | 8. Juni 1763  |                     |
| Montpelier      | city   | 8.074            | 26,6                 | 26,5             | 300,0                                | 14. Aug. 1781 | Hauptstadt Vermonts |
| Moretown        | town   | 1.753            | 104,2                | 103,8            | 17,0                                 | 7. Juni 1763  |                     |
| Northfield      | town   | 5.918            | 113,0                | 112,7            | 52,0                                 | 10. Aug. 1781 |                     |
| Plainfield      | town   | 1.236            | 54,5                 | 54,4             | 23,0                                 | 10. Nov. 1797 |                     |
| Roxbury         | town   | 678              | 108,3                | 108,2            | 2,4                                  | 6. Aug. 1781  |                     |
| Waitsfield      | town   | 1.844            | 69,7                 | 69,7             | 26,0                                 | 25. Feb. 1782 |                     |
| Warren          | town   | 1.977            | 103,8                | 103,8            | 19,0                                 | 9. Nov. 1780  |                     |
| Waterbury       | town   | 5.331            | 128,8                | 124,9            | 41,0                                 | 7. Juni 1763  |                     |
| Woodbury        | town   | 928              | 101,3                | 97,8             | 9,2                                  | 16. Aug. 1781 |                     |
| Worcester       | town   | 964              | 100,6                | 100,4            | 9,6                                  | 8. Juni 1763  |                     |